# Słowieńsko (Szczecin)
Słowieńsko (do 1945 niem. Wendorf, prawdopodobnie od Wenden - Słowianie) – część miasta Szczecina w północno-wschodniej części osiedla Gumieńce, u zbiegu ulic Ku Słońcu (DK10) i Dworskiej. Graniczy z Cmentarzem Centralnym i osiedlem Świerczewo. Do lat 20. XX wieku oddzielna wieś. Obecnie większość dawnej wsi Wendorf zajmują zabudowania Zespołu Szkół Salezjańskich oraz stacja paliw koncernu BP.

Słowieńsko włączone jest w system komunikacji miejskiej Szczecina za pośrednictwem linii tramwajowej nr 8 i autobusowych nr 53 i 60.  